# Opel-Gang
Opel-Gang – debiutancki album niemieckiego zespołu punkrockowego Die Toten Hosen, wydany w 1983 roku.

## Lista utworów
1. Tote Hose − 1:24
2. Allein vor deinem Haus o. dein Vater der Boxer (Holst, Frege/Frege, Meurer, Trimpop) − 2:18
3. Modestadt Düsseldorf ((Die Toten Hosen/Frege) − 2:16
4. Reisefieber(inne języki) (Breitkopf, Frege, Holst, Meurer, Trimpop/Frege) − 3:46
5. Kontakthof (von Holst/Frege) − 2:38
6. Opel-Gang (von Holst, Frege/Breitkopf, Frege, Holst, Meurer, Trimpop) − 1:47
7. Willi muß ins Heim (Holst/Trimpop, Frege, Meurer) − 2:17
8. Wehende Fahnen (Holst, Frege/Trimpop, Frege) − 3:08
9. Schwarzer Mann (Die Toten Hosen/Frege) − 2:20
10. Geld (Frege,  Holst/Meurer, Trimpop, Frege) − 2:13
11. Ülüsü (Meurer, von Holst, Frege/Frege) − 2:33
12. Es ist nichts gewesen (Holst/Frege) − 2:38
13. Sommernachtstraum (Holst/Trimpop, Meurer, Frege) − 1:37
14. Hofgarten Holst, Meurer, Breitkopf/ Holst) − 3:07
15. Bis zum bitteren Ende (Frege/Frege) − 2:19

## Lista utworów (reedycja z 2007 roku)
1. Jürgen Englers Party (Frege, Holst/Frege) – 1:26
2. Niemandsland (Frege, Holst/Frege) – 2:41
3. Armee der Verlierer (Frege, Holst/Frege) – 4:23
4. Opel-Gang – 1:59
5. Schöne Bescherung (Breitkopf, Frege, Holst, Meurer, Trimpop/Frege) – 3:02
6. Willi's weiße Weihnacht (Breitkopf, Frege,  Holst, Meurer, Trimpop/Frege) – 2:35
7. Knecht Ruprechts letzte Fahrt (Breitkopf, Frege,  Holst, Meurer, Trimpop/Frege) – 3:46
8. Kriminaltango (Trombetto/Feltz) – 3:32
9. Allein vor deinem Haus o. dein Vater der Boxer – 2:26
10. Es ist vorbei (Frege, Holst/Frege, Meurer, Trimpop) – 3:09
11. Die Abenteuer des kleinen Haevelmann (von Holst/Frege) – 2:29
12. Frühstückskorn (Holst/Frege) – 1:57
13. Bis zum bitteren Ende – 3:08
14. Wir sind bereit(inne języki) (Frege,  Holst/Frege) – 1:59
15. Hip Hop Bommi Bop(inne języki) (Breitkopf, Frege, Holst, Meurer, Trimpop/Meurer, Trimpop) – 4:34

## Single
- Reisefieber (1982)

## Twórcy
- Campino – śpiew
- Andreas von Holst – gitara
- Michael Breitkopf – gitara
- Andreas Meurer – gitara basowa
- Trini Trimpop – perkusja